# The Raven (альбом)
The Raven (с англ. — «Ворон») — четвёртый студийный альбом британской рок-группы The Stranglers, записанный продюсером Аланом Уинстенли летом 1979 года, выпущенный United Artists Records 21 сентября 1979 года и поднявшийся до 6-го места в UK Albums Chart.

## Концепция и звучание
Хью Корнуэлл так объяснял смысл заголовка альбома: «Ворон символизирует наше нынешнее состояние — в противоположность тому, где мы находились год или два назад. Тогда мы действительно сидели в клоаке. Ворон — символ движения в избранном направлении. Он — навигационный ориентир корабля, и в этом смысле — понятие очень европейское». (В интервью Melody Maker, 9 августа 1979 года).
Группа, уже в Black and White отдалившаяся от панка, здесь окончательно ушла на новую для себя территорию экспериментального арт-рока, отмеченного необычными аранжировками, неожиданными студийными эффектами и стилистической эклектикой.

### Стилистика альбома
Альбом, вышедший под объемной обложкой (сделанной по образцу, однажды предложенному The Rolling Stones) окончательно оформил переход The Stranglers от стилистических формул панк-рока (интерес к которому в Британии стал угасать) к экспериментам в постпанке и психоделическом арт-роке. От сатирических зарисовок «местного значения» группа перешла к глобальным политическим темам (антиядерная сатира «Nuclear Device», # 36 UK, «Shah Shah a Go Go», «Dead Loss Angeles», «Genetix»). Хит-сингл «Duchess» (#14, UK) — сатирический выпад в адрес аристократии, выдержанный в мелодичном поп-ключе — критика расценила как символ наметившегося перехода группы к внешне мейнстримовскому, облегчённому звучанию.
Альбом поднялся до #6 в UK Albums Chart, причём пострадал от (случившегося во второй раз в истории группы) статистического сбоя: несколько тысяч тиража были отняты у The Stranglers и присвоены The Police.

#### Идея альбома
«Ворон символизирует то, чем мы стали сейчас в сравнении с тем, чем были год два назад. Ворон — олицетворение целенаправленного движения, навигационный символ и он — очень европейское понятие», — говорил Хью Корнуэлл, в интервью Melody Maker 8 сентября 1979 года.

##### Отзывы критики
Музыкальная пресса, прежде сдержанная, высоко оценила The Raven. Рецензент New Musical Express Дэйв Маккаллох поражался тому, что четвёртый альбом группы оказался сильнее предыдущих («что особенно странно, если учесть, как много раз казалось, что они умерли навсегда…»), на собственный вопрос отвечая: «Но Stranglers живут по совсем иной, отличной от прочих рок-н-ролльной временно́й шкале… Смысл сказанного? Никогда не недооценивайте загадку», — такими словами завершал он свою статью.
С течением времени оценки критики всё выше оценивали альбом:

Начиная с эпического заглавного трека — гимн викингам с их доблестью и жаждой новых открытий (украшенный раскатистыми партиями Гринфилда ледяного звучания и спетого почти шёпотом Бернелом) — до замысловатого научного прог-рока «Genetix» (где бывший биохимик Корнуэлл упоминает генетика Грегора Менделя) The Raven был и остается захватывающе свежим, в музыкально отношении дерзким и во всех отношениях зловещим исследованием.
— Кевин Мэйдмент, Amazon.co.uk
Год спустя в США компания I.R.S. Records перевыпустила часть материала альбома под заголовком IV, включив сюда несколько внеальбомных синглов и ранее не выпускавшийся трек «Vietnamerica».
За «Duchess» (#14 UK) последовали синглы «Nuclear Device» (#36 UK) и «Don’t Bring Harry» (#41 UK), а также сборный Don’t Bring Harry EP.

## Песни альбома
- «Longships» (инструментальная композиция) и «Raven» (в которой каждый музыкант ведет собственную сольную партию) — начинают «тему викингов», которая в дальнейшем не получает развития[1].
- «Dead Loss Angeles» — сатирический выпад Хью Корнуэлла в адрес Голливуда. Гитарный звук здесь отсутствует: Хью и Джей Джей играют на бас-гитарах.
- «Ice» — поэтическая зарисовка на тему японского ритуального самоубийства (своего рода продолжение «Yukio (Death & Night & Blood)»).
- «Baroque Bordello» — сюрреалистический этюд в нововолновой психоделии; критики отмечали её как одну из лучших работ Корнуэлла-вокалиста.
- «Nuclear Device» — тема песни — политика Австралии в области ядерного вооружения. Группе пришлось убрать с обложки фотографию Джо Бьелке-Петерсена, тогдашнего австралийского премьера-консерватора[1].
- «Shah Shah a Go Go» — песня об иранской революции 1978—79 годов со скептическим финалом.
- «Don’t Bring Harry» — одна из самых нехарактерных для раннего творчества группы песен: печальная фортепианная баллада, рассказывающая о том, во что превращает героин человека. Год спустя сам Корнуэлл был приговорён к трём месяцам тюрьмы за хранение героина[13].
- «Duchess» — жизнерадостный поп-стомпер, высмеивающий аристократию. Стал хит-синглом в Британии (14-е место), несмотря на то, что видеоклип, изображавший музыкантов группы участниками церковного хора, был запрещен к показу на Би-би-си. Позже кавер-версию на эту песню сделали My Life Story[13].
- «Meninblack» — искусственно затрудненный для восприятия экспериментальный трек (с ускоренным вокалом); стал отправной точкой для следующей, концептуальной работы группы о «людях-в-чёрном» (The Gospel According to The Meninblack).
- «Genetix» — о генной инженерии и её роли в грядущем Апокалипсисе. Текст песни написал Корнуэлл, бывший биохимик (отсюда — упоминание Грегора Менделя, австрийского учёного XIX века)[13].

## Список композиций
Слова и музыка всех песен — написаны группой The Stranglers.
| №  | Название            | Ведущий вокал               | Длительность |
| -- | ------------------- | --------------------------- | ------------ |
| 1. | «Longships»         | инструментальная композиция | 1:11         |
| 2. | «The Raven»         | Жан-Жак Бёрнел              | 5:12         |
| 3. | «Dead Loss Angeles» | Хью Корнуэлл                | 2:23         |
| 4. | «Ice»               | Жан-Жак Бёрнел              | 3:21         |
| 5. | «Baroque Bordello»  | Хью Корнуэлл                | 3:48         |
| 6. | «Nuclear Device»    | Хью Корнуэлл                | 3:28         |

| №                   | Название            | Ведущий вокал       | Длительность |
| ------------------- | ------------------- | ------------------- | ------------ |
| 1.                  | «Shah Shah a Go Go» | Хью Корнуэлл        | 4:51         |
| 2.                  | «Don’t Bring Harry» | Жан-Жак Бёрнел      | 4:09         |
| 3.                  | «Duchess»           | Хью Корнуэлл        | 2:29         |
| 4.                  | «Meninblack»        | Жан-Жак Бёрнел      | 4:48         |
| 5.                  | «Genetix»           | Дэйв Гринфилд       | 5:14         |
| Общая длительность: | Общая длительность: | Общая длительность: | 40:54        |

| №   | Название              | Длительность |
| --- | --------------------- | ------------ |
| 12. | «Bear Cage»           | 2:50         |
| 13. | «Fools Rush Out»      | 2:10         |
| 14. | «N’Emmenes Pas Harry» | 4:15         |
| 15. | «Yellowcake UFO»      | 2:56         |

## Участники записи
- Хью Корнуэлл — гитара, вокал
- Жан-Жак Бёрнел — бас-гитара, вокал
- Дэйв Гринфилд — клавишные, вокал
- Джет Блэк — ударные
- Алан Уинстенли — музыкальный продюсер
- Стив Чёрчъярд — звукоинженер
- Джон Паше — дизайнер
- Крис Райан, Топпан, Пол Кокс, Алан Баллард — фотографии[11]